# Онега (тварина)
Onega stepanovi — вимерла тварина, один з маловивчених представників едіакарської фауни.

## Відкриття
Чотири відбитки онеги було знайдено в породах русла річки Сюзьми (Приморському районі Архангельської області) влітку 1975 р. і описано Михайлом Федонкіним у 1976 р..

## Опис
Родову назву дано по Онезькому півострову, де річка Сюзьма впадає в Біле море, а видове ім'я на честь студента В. А. Степанова, який відкрив в 1972 р. вендські скам'янілості на Літньому березі Білого моря.
Спочатку Федонкін описав онегу з вендією, вендомією та прекамбридієм, як можливу групу прабатьків членистоногих через розпливчасту схожість з примітивними кембрійськими трилобітами. В 1985 р. Федонкін ввів тип проартикулятів, в яких включив крім онега такі види як: дикінсонія, палеоплатода, вендія, прекамбридій та інші. Однак не виключено, що онега пов'язана з членистоногими нижнього кембрію, такими, як сканія.
Відбитки онеги було знайдено також у вендських формаціях біля річки Верхівка та у Зимових Горах (Зимовий берег, Архангельська область) разом з іншими видами:  цікломедузою, едіакарією,  йоргією,  вендією,  дикінсонією,  анфестою, альбумаресом,  трибрахідієм,  кімбереллою,  парванкориною, харніодиском та іншими. Всі скам'янілості являють собою негативні відбитки в дрібнозернистому пісковику з трубчастою структурою ціанобактеріальних матів.
На недавно виявлених виключно добре збережених скам'янілостях видно, що сегменти тіла онеги зрушені в шаховому порядку, що спростовує наявність твердого спинного панцира, на який вказував Федонкін. На цій підставі Андрій Іванцов підтвердив включення онеги в тип проартикулятів.

## Морфологія
Онега — досить маленька (6×3,8 мм). Вона має овальні обриси та сплощене тіло з сегментованою центральною областю розміром 2,8×1,9 мм, оточеною суцільною зоною, поверхня якої покрита маленькими трубочками.